# Утеле, Даниэль
Даниэль Утеле (фр. Daniel Outelet; 11 марта 1936, Бельгия — 13 января 1970, Брюссель) — бельгийский дзюдоист, 7-кратный чемпион Бельгии (1953—1957, 1959, 1961), чемпион (1954, 1955, 1957, 1960) и бронзовый призёр (1958, 1959, 1961) чемпионатов Европы, бронзовый призёр чемпионатов Европы 1957 и 1960 годов в командном зачёте. Выступал в абсолютной весовой категории. Участвовал в первом чемпионате мира по дзюдо в 1956 году в Токио. Один из основоположников дзюдо в Бельгии.